# En el bosque (cuento)
En el bosque o En un bosquecillo (藪の中, Yabu no naka) es un relato japonés escrito por Ryūnosuke Akutagawa y publicado por primera vez en 1922.Este cuento es considerado una de las "10 mejores novelas asiáticas de todos los tiempos" según The Telegraph en 2014. En el bosque ha sido adaptado varias veces, siendo la adaptación más notable la realizada por Akira Kurosawa en su galardonada película Rashōmon de 1950.
La historia se centra en la muerte violenta del joven samurái Kanazawa no Takehiro, cuyo cuerpo ha sido encontrado en un bosque de bambú cerca de Kioto. Los eventos anteriores se desarrollan en una serie de testimonios, primero de transeúntes, un policía auxiliar y un pariente, y luego de los tres protagonistas principales: el samurái, su esposa Masago y el bandido Tajōmaru. Sin embargo, la verdad permanece oculta debido a los relatos contradictorios ofrecidos.

## Trama
La historia comienza con testimonios dados a un comisionado de policía. El primer relato es dado por un leñador que ha encontrado el cuerpo de un hombre en los bosques de bambú cerca del camino a Yamashina. El pecho del hombre había sido atravesado por una espada, y la sangre de la herida y en el suelo ya se había secado. Preguntado por el comisionado, el leñador niega haber visto armas o un caballo. Los únicos objetos que llamaron su atención fueron un peine y un trozo de cuerda cerca del cuerpo. También comenta sobre las hojas pisoteadas en el lugar, lo que le indica que ha habido una lucha violenta.
El segundo testimonio es dado por un sacerdote budista viajero. Él dice que vio al hombre, quien estaba acompañado por una mujer a caballo con el rostro velado, en el camino de Sekiyama a Yamashina alrededor del mediodía del día anterior. El hombre llevaba una espada, un arco y un carcaj negro con flechas. A solicitud, describe al caballo como un alazán alto con crin corta.
El siguiente en testificar es un "hōmen", un prisionero absuelto que trabaja bajo contrato para la policía. Ha capturado a un criminal famoso llamado Tajōmaru. Tajōmaru había sido arrojado de un caballo, un alazán de crin corta, que estaba pastando cerca. Todavía llevaba el arco y el carcaj negro con flechas pertenecientes al difunto. El "hōmen" recuerda al comisionado el asesinato del año pasado de dos mujeres atribuido a Tajōmaru, y especula sobre lo que podría haberle hecho a la esposa del hombre muerto.
El cuarto testimonio dado al comisionado de policía es de una anciana. Ella es la madre de la mujer velada desaparecida, a quien llaman Masago. Identifica al hombre muerto como el esposo de su hija, el samurái Kanazawa no Takehiro, quien estaba de camino a Wakasa, describiéndolo como una persona benigna que no podría haber sido odiada por nadie. Está convencida de que su hija no conocía a otro hombre que no fuera Takehiro, y describe su carácter como fuerte y decidido. Desesperada por el destino desconocido de su hija, ruega a la policía que la encuentren.
A continuación, el capturado Tajōmaru confiesa. Afirma que mató al hombre, pero no a la mujer aún desaparecida, desconociendo su paradero. Al ver a Masago con su esposo en el camino, su rostro velado revelado por una ráfaga de viento, decidió que iba a violarla. Despertó el interés del hombre fingiendo haber encontrado una tumba desierta llena de espadas y espejos, que estaba dispuesto a vender a un precio modesto. Primero llevó al hombre lejos, lo sometió y lo ató a un árbol, metiéndole hojas en la boca. Luego regresó con la mujer, inventando una historia de que su esposo se había enfermado. Cuando Masago vio a su esposo atado, sacó un puñal de su pecho e intentó apuñalar a Tajōmaru, pero él logró desarmarla y luego violarla. Alegando que inicialmente no tenía intención de matar al hombre, Tajōmaru relata que después de la violación, la mujer se aferró a él, insistiendo en que uno de los dos hombres que conocían su vergüenza debía morir, y que ella se iría con el sobreviviente. Determinando repentinamente que la quería para él, Tajōmaru desató a Takehiro y lo mató en el duelo subsiguiente. Cuando se volvió hacia Masago, descubrió que ella había huido en ese momento. Tajōmaru tomó las armas del hombre, así como el caballo, deshaciéndose más tarde de la espada. Termina su relato con la declaración de que acepta el castigo más severo.
El penúltimo testimonio es de una mujer en el templo Kiyomizu-dera, que resulta ser Masago. Según ella, Tajōmaru huyó después de la violación, y su esposo, todavía atado al árbol, la miraba con odio y desprecio. Avergonzada de haber sido violada, ya no deseaba vivir, pero quería que él muriera con ella. Creyendo que él estaba de acuerdo con su plan, clavó su puñal en su pecho. Luego cortó la cuerda que ataba a Takehiro y huyó del lugar. A pesar de varios intentos, se encontró sin la fuerza para suicidarse como había planeado. Al final de su confesión, llora.
El último relato proviene del fantasma de Takehiro, entregado a través de un médium. El fantasma dice que después de la violación, Tajōmaru persuadió a Masago para que dejara a su esposo y se convirtiera en su propia esposa, declarando que todo lo que hizo fue por amor hacia ella. Para disgusto de Takehiro, ella no solo aceptó seguirlo, sino que también le ordenó que matara a Takehiro. Tajōmaru, repelido por la sugerencia, la pateó al suelo y le preguntó a Takehiro si debía matarla. Mientras Takehiro aún vacilaba, Masago huyó hacia el bosque. Tajōmaru luego lo liberó y huyó. Takehiro agarró el puñal caído de Masago y lo clavó en su pecho. Poco antes de morir, sintió que alguien se acercaba sigilosamente a él y sacaba el puñal de su pecho.

## Estilo
La historia está dividida en siete secciones, una para cada testimonio, todos ellos presentados en discurso directo. Los primeros cuatro están dirigidos explícitamente a un comisionado de policía o magistrado (originalmente kebiishi), como se indica en los títulos de las secciones. Las funciones de las personas mencionadas en las últimas tres secciones no se especifican.

## Historial de publicaciones
Yabu no naka apareció por primera vez en la edición de enero de 1922 de la revista mensual de literatura japonesa Shinchō.

## Traducciones
Yabu no Naka fue traducido por Takashi Kojima como In a Grove para la edición en inglés de 1952 publicada por C.E. Tuttle Company. En 1988, una traducción de James O'Brien, titulada Within a Grove, fue lanzada como parte de una colección de obras traducidas de Akutagawa y Dazai Osamu, publicada por el Centro de Estudios Asiáticos de la Universidad Estatal de Arizona. Para la edición de 2007 de Penguin Books, Jay Rubin tradujo la historia como In a Bamboo Grove.
La traducción al español es realizada en 1987 por José Kozer, quien también se encarga, en la misma obra, de proporcionar una serie de páginas biocríticas sobre el escritor, ofreciendo un análisis detallado para una amplia comprensión de Akutagawa y su contexto histórico-literario.

## Influencias
Las influencias de Akutagawa para esta historia pueden haber provenido de varias fuentes diferentes:
- Una historia de la colección clásica japonesa, Konjaku Monogatarishū: En la vigésimo tercera historia del vigésimo noveno volumen, El cuento del hombre atado que acompañaba a su esposa a Tanba, un hombre está atado a un árbol en un bosque de bambú y obligado a presenciar impotente cómo su esposa es violada por un joven ladrón, quien ha robado todas sus pertenencias.
- El Camino Iluminado por la Luna de Ambrose Bierce: un relato corto sobre el asesinato de una mujer, narrado por su esposo y ella misma (a través de un médium), e introducido por su hijo.
- El Anillo y el Libro de Robert Browning: un poema narrativo basado en la historia real sobre un asesinato contado de 12 maneras diferentes

## Adaptaciones
En el bosque se ha adaptado repetidamente a películas, que incluyen:
- Rashomon - Japón 1950, dirigida por Akira Kurosawa
- The Outrage (Cuatro confesiones) - Estados Unidos 1964, dirigida por Martin Ritt
- Iron Maze - Estados Unidos y Japón 1987, dirigida por Hiroaki Yoshida
- Yabu no naka - Japón 1996, dirigida por Hisayasu Satō
- Misty - Japón 1997, dirigida por Kenki Saegusa
- The Outrage - Tailandia 2011, dirigida por ML Pundhevanop Dhewakul
- Мешок без дна (La bolsa sin fondo) - Rusia 2017, dirigida por Rustam Khamdamov

La historia fue adaptada a una ópera titulada Rashomon: La Opera (1995–99) por Alejandro Viñao. También sirvió, junto con otras dos historias de Akutagawa, como base para el musical See What I Wanna See de Michael John LaChiusa.
En 2012, el autor e ilustrador español Víctor Santos combinó Yabu no naka, Rashomon (el otro cuento de Ryūnosuke Akutagawa que da nombre a la película de 1950) y la leyenda de los cuarenta y siete rōnin en una adaptación de novela gráfica titulada Rashomon: A Commissioner. Caso Heigo Kobayashi. La primera parte de la novela gráfica, "Rashomon", narra fielmente "In a Grove", con el comisario protagonista Heigo Kobayashi investigando la muerte del samurái Takejiro Kanazawa interrogando a los testigos (incluida la suegra de la víctima, que había sido adaptada de la película), el principal sospechoso Tajōmaru, la viuda de la víctima y Kanazawa a través del médium. La sección termina con Kobayashi incapaz de determinar quién y qué había matado al samurái, cuya viuda se vuelve a casar convirtiéndose en la segunda esposa de Kira Kozukenosuke, y Tajōmaru es ejecutado poco después de la investigación. La segunda parte de la novela gráfica, "Seppuku", tiene lugar tres años después, con Kobayashi investigando ahora las consecuencias de la muerte de Kozukenosuke a manos de los cuarenta y siete leales rōnin de Asano Naganori. Rashomon: un caso del comisionado Heigo Kobayashi se publicó por primera vez en español en 2012, y la versión en inglés fue publicada por Dark Horse Comics en 2017.

## En la cultura popular
El título de la historia se ha convertido en un modismo en Japón, utilizado para significar una situación en la que, debido a las diferentes opiniones o declaraciones de las personas involucradas, la verdad permanece oculta.
Yabu no naka es la historia favorita del personaje titular de la película "Ghost Dog: The Way of the Samurai".
El séptimo episodio de R.O.D the TV, titulado In a Grove, trata con una mezcla igualmente confusa de verdad y mentiras, realidad y pretensión.

## Otras lecturas
- Murray, Giles (2003). Breaking into Japanese Literature. Kodansha. ISBN 4-7700-2899-7.